# Liste der deutschen Botschafter in Laos
Die Liste der deutschen Botschafter in Laos enthält die Botschafter der Bundesrepublik Deutschland in Laos. Die Botschaft wurde am 11. August 1975 in Vientiane errichtet, dem damals neu zur Hauptstadt erklärten Ort. Bis zum 27. September 1990 residierten in der heutigen Botschaft in der Rue Sokpauang 26 die Botschafter der DDR in Laos, während sich die bundesdeutsche Botschaft in der bescheideneren Rue Pandit Nehru befand.
| Name                    | Amtszeit  |
| ----------------------- | --------- |
| Claus Vollers           | 1975–1977 |
| Günter Wasserberg       | 1977–1980 |
| Hermann Flender         | 1980–1983 |
| Hellmut Schatzschneider | 1983–1988 |
| Helmut Arndt            | 1988–1991 |
| Claus Sönksen           | 1991–1994 |
| Ulrich Dreesen          | 1994–1999 |
| Christian Berger        | 2000–2004 |
| Erwin Starnitzky        | 2004–2006 |
| Peter Wienand           | 2006–2011 |
| Robert von Rimscha      | 2011–2014 |
| Michael Grau            | 2014–2017 |
| Jens Lütkenherm         | 2017–2021 |
| Annette Knobloch        | 2021–2024 |
| Markus Lang             | 2024–     |